# Jardins de Càndida Pérez
Els Jardins de Càndida Pérez estan situats a l'interior de l'illa de cases dels carrers del Comte Borrell, Manso, Parlament i Ronda de Sant Pau, al barri de Sant Antoni de Barcelona i tenen una superfície de 1090 m². Porten el nom de la cupletista i compositora Càndida Pérez i Martínez.

## Història

### Foneria de bronze i taller de lampisteria i llautoneria de Pere Pujol
El 1876, el llauner i lampista Pere Pujol i Llibet (1833-1923) va fer construir un edifici d'habitatges a la Ronda de Sant Pau, 73 (abans 49). Pujol tenia la seva indústria, anomenada Gran Fábrica de Lampistería y Latonería de Pedro Pujol, al carrer del Carme, 106 (vegeu Ca l'Erasme), i el 1901 va adquirir el solar de l'interior de l'illa de la seva casa, juntament amb una altra parcel·la al carrer del Comte Borrell, 44-46 (abans 46-48), on va fer construir una fàbrica segons el projecte de l'arquitecte Antoni de Facerias.
Pujol es va casar en primeres núpcies amb Cristina Torrents, amb qui va tenir dos fills, Pere i Jaume Pujol i Torrents, que treballaven en el negoci familiar. Jaume era president de la Societat d'Electricistes i va ser assassinat per uns pistolers el 30 d'octubre del 1920. El 1926, ja mort el fundador, l'empresa es va convertir en la societat anònima Electro-Metalaria Pedro Pujol.

### Confiteria i fàbrica de dolços de Fèlix Tardà
A principis del segle xx, Fèlix Tardà tenia una pastisseria, botiga de queviures i un magatzem de vins al carrer d'Aribau, 7-9. A començaments de la dècada del 1910, el negoci figurava com a confiteria i posteriorment es va traslladar al carrer del Comte Borrell, 44-46.
El 7 d'agost del 1945 es va produir un accident a la fàbrica de dolços de Joan i Fèlix Tardà (societat regular col·lectiva), que va causar la mort d'un obrer de 17 anys. Posteriorment, l'empresa es va convertir en la societat anònima Dulces Tardá, que a la dècada del 1950 va obtenir l'exclusiva a l'estat espanyol de la distribució dels xiclets «Bazoka» (Bazooka en la versió original), fabricats per Topps Chewing Gum Inc de Nova York. El 1964 es va constituir la societat anònima Topps Tardá Ibérica, que fabricava els xiclets a Esplugues de Llobregat sota llicència.
Finalment, la fàbrica fou enderrocada i al solar es van construir dos equipaments municipals, la Biblioteca Sant Antoni-Joan Oliver i un casal de gent gran, obra de RCR Arquitectes i inaugurats l'any 2009.

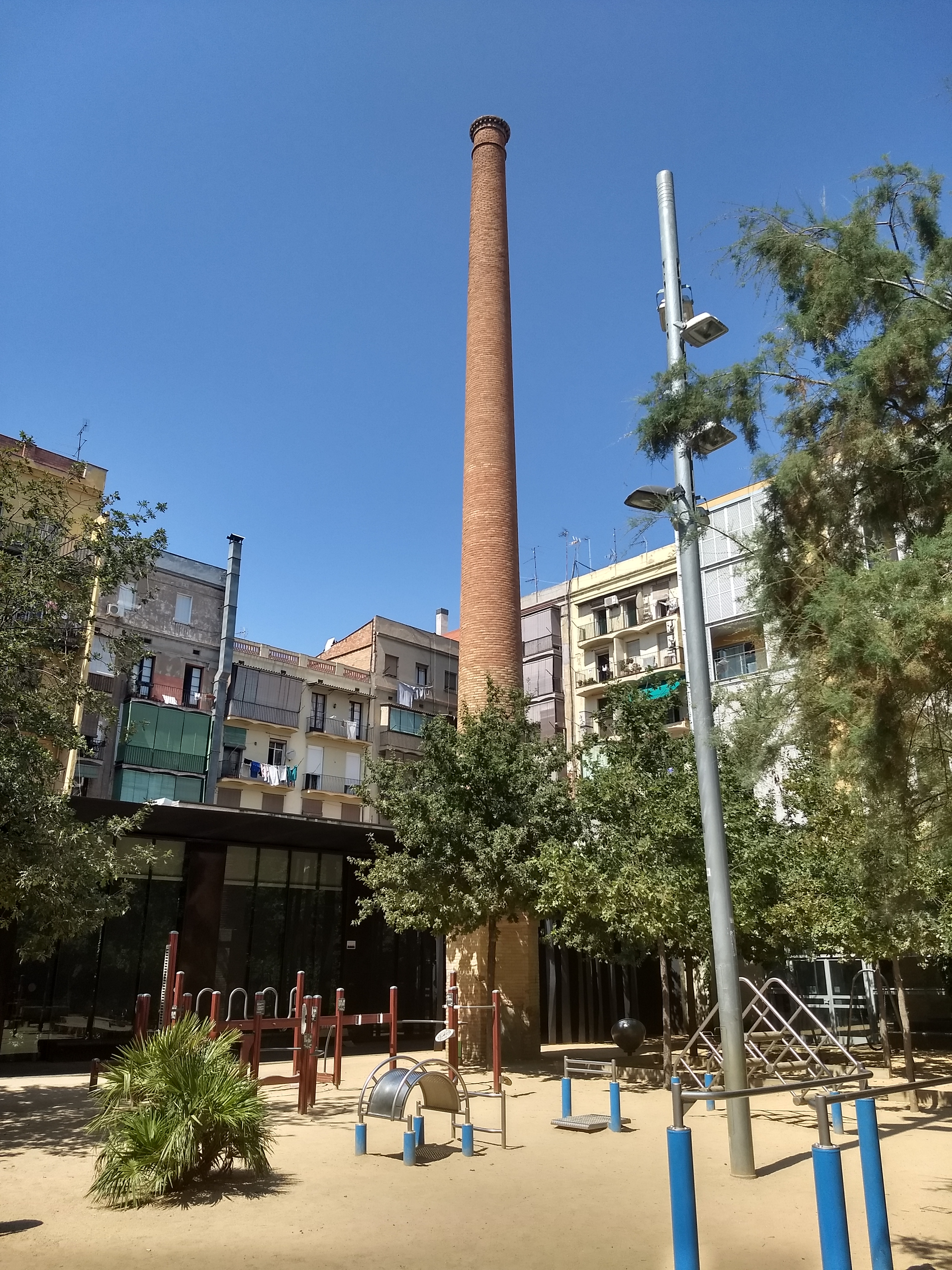
Xemeneia Tardà

## Descripció
L'accés es troba al carrer del Comte Borrell, 44-46 i estan estructurats en una entrada flanquejada per tamarius i una esplanada de sauló amb jocs infantils, ombrejada per un bosc urbà de roure pènol (Quercus robur). Altres detalls del jardí són la utilització del ferro pintat i el vidre en els acabats i la porta d'accés, instal·lada el 2011, la qual és una de les primeres amb tancament automatitzat des del centre d'operacions de Parcs i Jardins.
S'hi ha conservat la xemeneia de la fàbrica que anteriorment ocupava el solar, catalogada com a bé d'interès documental (categoria D).